# Aleochara
Aleochara är ett släkte av skalbaggar som beskrevs av Johann Ludwig Christian Gravenhorst 1802. Aleochara ingår i familjen kortvingar.

## Bildgalleri

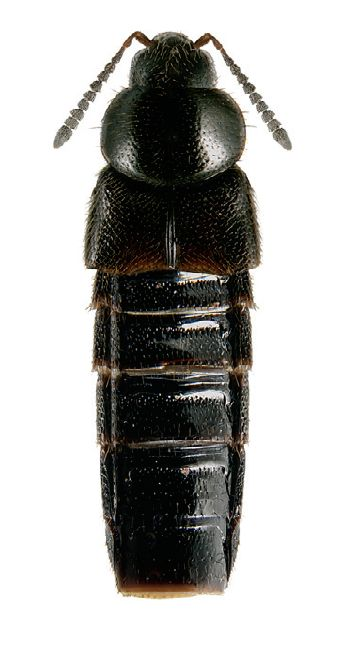
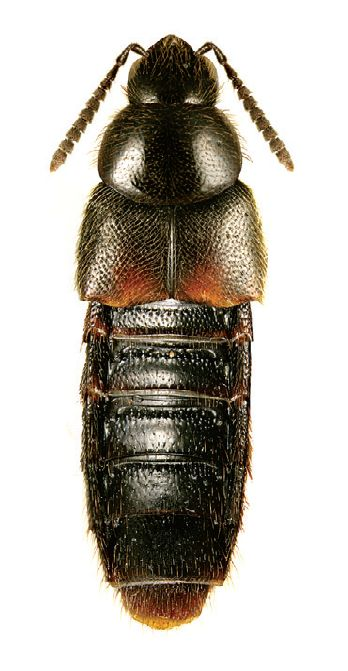
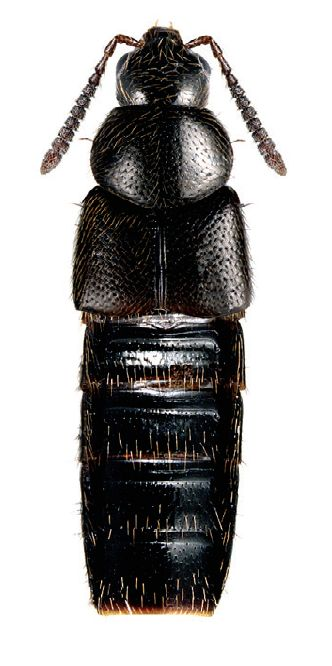
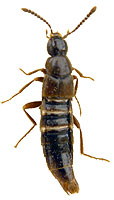

## Dottertaxa tillAleochara, i alfabetisk ordning[1][2]
- Aleochara angusticeps
- Aleochara arizonica
- Aleochara ashei
- Aleochara baranowskii
- Aleochara beckeri
- Aleochara bilineata
- Aleochara bimaculata
- Aleochara binotata
- Aleochara bipustulata
- Aleochara brevipennis
- Aleochara brundini
- Aleochara castaneipennis
- Aleochara cavernicola
- Aleochara centralis
- Aleochara cuniculorum
- Aleochara curtidens
- Aleochara curtula
- Aleochara densissima
- Aleochara depressa
- Aleochara erythroptera
- Aleochara fenyesi
- Aleochara fumata
- Aleochara funebris
- Aleochara gaudiuscula
- Aleochara gracilicornis
- Aleochara grisea
- Aleochara haematoptera
- Aleochara haemoptera
- Aleochara inconspicua
- Aleochara inexspectata
- Aleochara intricata
- Aleochara kamila
- Aleochara lacertina
- Aleochara laevigata
- Aleochara lanuginosa
- Aleochara laramiensis
- Aleochara lata
- Aleochara littoralis
- Aleochara lobata
- Aleochara lucifuga
- Aleochara lustrica
- Aleochara lygaea
- Aleochara maculata
- Aleochara minuta
- Aleochara moerens
- Aleochara moesta
- Aleochara nidicola
- Aleochara notula
- Aleochara obscurella
- Aleochara ocularis
- Aleochara opacella
- Aleochara pacifica
- Aleochara peeziana
- Aleochara pseudolustrica
- Aleochara puberula
- Aleochara punctatella
- Aleochara quadrata
- Aleochara rubricalis
- Aleochara rubripennis
- Aleochara ruficornis
- Aleochara rufobrunnea
- Aleochara rufonigra
- Aleochara sallaei
- Aleochara sanguinea
- Aleochara sculptiventris
- Aleochara sekanai
- Aleochara sequoia
- Aleochara spadicea
- Aleochara sparsa
- Aleochara speculicollis
- Aleochara spissicornis
- Aleochara stichai
- Aleochara suffusa
- Aleochara sulcicollis
- Aleochara taeniata
- Aleochara tahoensis
- Aleochara thoracica
- Aleochara tristis
- Aleochara unicolor
- Aleochara valida
- Aleochara verna
- Aleochara wickhami
- Aleochara villosa